# Clase Sachsen
Las fragatas de clase Sachsen, también conocidas como F 124, son unas fragatas de defensa aérea de fabricación alemana, que prestan servicio en la Deutsche Marine. Las clase Sachsen son fragatas altamente avanzadas cuyo diseño se basa en el de las fragatas clase Brandenburg pero con características "stealth" para reducir la firma radar en sensores enemigos. La clase incorpora los radares multifunción avanzados APAR y SMART-L de largo alcance que son capaces de detectar aviones y misiles furtivos.
Aunque designadas como fragatas, son comparables a destructores en capacidad y tamaño (como pasa con las españolas clase Álvaro de Bazán) y estaban destinadas a reemplazar las Clase Lütjens. Son similares a las fragatas holandesas Clase De Zeven Provinciën, ya que ambas se basan en el uso de un sistema común de guerra antiaérea primaria construido alrededor de los radares APAR y SMART-L, así como el área-defensa SM-2 Bloque IIIA y el misil de tierra-aire evolucionado (ESSM).
El gobierno alemán contrató tres barcos en junio de 1996 con opción a un cuarto que provisionalmente se llamaría Thüringen, pero la opción para este cuarto barco no fue aceptada. Con 2100 millones de euros para los tres barcos, la clase fue uno de los programas de construcción de barcos más caros de la Marina alemana.

## Historia en servicio

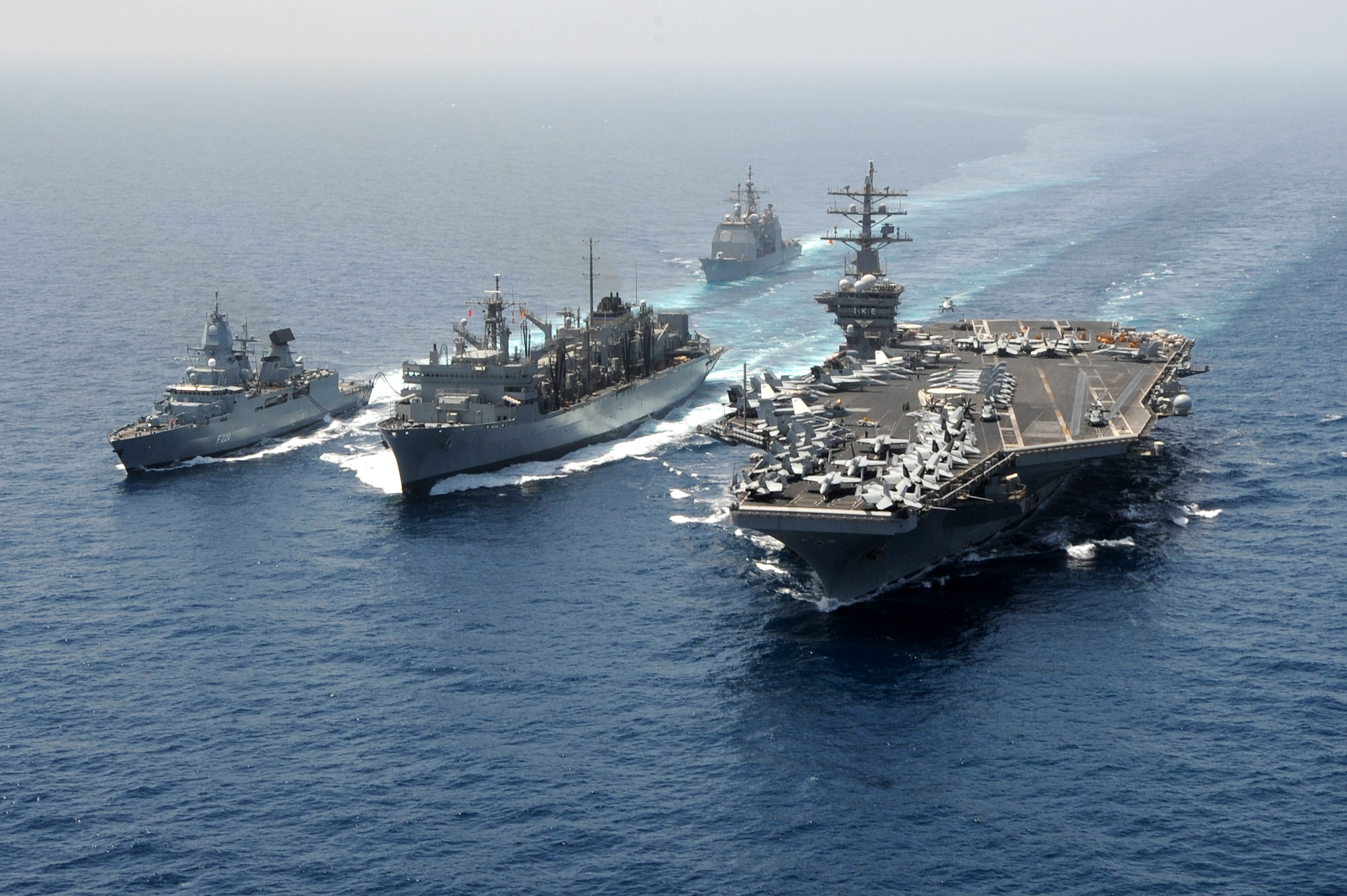
Hamburg repostando junto al USNS Bridge con el USS Dwight D. Eisenhower (CVN-69) a la derecha y el USS Hué City (CG-66)} al fondo.

En agosto de 2004, la Sachsen completó una serie de disparos de misiles en vivo en la zona de lanzamiento de misiles Point Mugu frente a la costa de California que incluyó un total de 11 ESSM y 10 misiles SM-2 bloque IIIA. Las pruebas incluyeron disparos contra drones objetivo como BQM-74E Chukar III y BQM-34S Firebee I, así como contra misiles objetivos como los AQM-37C Jayhawk y Kormoran 1 lanzados desde el aire. Mientras servía en la Fuerza Marítima 1 de la OTAN en 2004, la Sachsen participó en operaciones de entrenamiento con el portaaviones estadounidense USS Enterprise (CVN-65). Las operaciones con grupos de operadores estadounidenses continuaron durante la siguiente década, con la Hessen participando en ejercicios de interoperabilidad con el portaaviones USS Harry S. Truman (CVN-75) en 2010, antes de partir al Mediterráneo. Además, la Hamburg se convirtió en el primer barco alemán en integrarse completamente en un grupo de ataque estadounidense en marzo de 2013.
Desde 2006, las tres naves de clase  Sachsen  han sido asignadas a la Einsatzflottille 2 y están basadas en Wilhelmshaven, junto con las cuatro clase Brandenburg formando el segundo Fregattengeschwader.
La Hessen sirvió como buque insignia de la Fuerza Marítima Permanente 1 de la OTAN en enero de 2013. Ese año, Atlas Elektronik y Thales Deutschland recibieron una contrato para modernizar las tres fragatas de clase Sachsen, que se completarían en 2017. En marzo de 2015, la Hessen y las fragatas clase Karlsruhe y clase Brandenburg participaron en la "Operación Buena Esperanza", un ejercicio de capacitación realizado con la Armada de Sudáfrica.
En 2021 la oficina de equipamiento de Alemania (BAAINBw) contrató la instalación de nuevos radares AESA de vigilancia aérea TRS-4D/LR ROT en reemplazo de los SMART-L por € 220 millones. El trabajo iniciará en 2024 y finalizará en 2028.

### Exportaciones
Surgieron rumores en julio de 2013 de que Israel acordó adquirir dos destructores de Alemania por € 1000 millones. Se ha rumoreado que se trata de barcos de clase "Sachsen".
Esta clase de barcos tienen una variante que es usada por la Unión Europea

## Unidades
| Número | Nombre    | Indicativo           | Astillero             | Puesto en grada          | Botado               | Entregado               | Puesto en servicio      | Destino              |
| ------ | --------- | -------------------- | --------------------- | ------------------------ | -------------------- | ----------------------- | ----------------------- | -------------------- |
| F219   | Sachsen   | DRAA                 | Blohm + Voss, Hamburg | 1 de febrero de 1999     | 20 de enero de 2001  | 29 de noviembre de 2002 | 31 de diciembre de 2003 | En servicio          |
| F220   | Hamburg   | DRAB                 | HDW, Kiel             | 1 de septiembre de 2000  | 16 de agosto de 2002 | Septiembre de 2004      | 13 de diciembre de 2004 | En servicio          |
| F221   | Hessen    | DRAC                 | Nordseewerke, Emden   | 14 de septiembre de 2001 | 26 de julio de 2003  | 7 de diciembre de 2005  | 21 de abril de 2006     | En servicio          |
| F222   | Thüringen | finalmente rechazada | finalmente rechazada  | finalmente rechazada     | finalmente rechazada | finalmente rechazada    | finalmente rechazada    | finalmente rechazada |

## Barcos similares
- Clase Álvaro de Bazán, España
- Clase De Zeven Provinciën, Países Bajos
- Clase Baden-Württemberg, Alemania
- FREMM, Francia/Italia
- Clase Fridtjof Nansen, Noruega
- Clase Iver Huitfeldt, Dinamarca